# ČSD-Baureihe M 130.2
Die Baureihe M 130.2 waren zweiachsige Triebwagen der einstigen Tschechoslowakischen Staatsbahnen ČSD für den Lokalbahnverkehr. Sie sind eine Weiterentwicklung der Turmtriebwagen von Tatra und wurden in drei Serien von 1932 bis 1937 gefertigt. Markant war der auf dem Dach angeordnete Führerstand. Danach werden die Fahrzeuge als Turmtriebwagen oder Unterseeboot bezeichnet.

## Beschreibung
Die von Tatra in Kopřivnice gebauten Fahrzeuge erhielten einen im Fahrgastraum zentral angeordneten Benzinmotor mit nachgeschalteten Planetengetriebe aus dem Kraftfahrzeugbau. Die angegebenen technischen Daten betreffen die Fahrzeuge der ersten Serie. Die folgenden Serien hatten eine höhere Motorleistung, andere Parameter wichen geringfügig ab. Die Fahrzeuge besaßen anfangs noch eine Möglichkeit der Änderung der Fahrrichtung durch die Änderung der Drehrichtung des Motores. Die Farbgebung der Fahrzeuge war ursprünglich unter der Fensterfront dunkelgrün und darüber hellgrün. Zur Verzierung wurden sie mit einer schwarzen Leiste mit verchromten Rändern versehen. Alle Beschläge und Handgriffe waren verchromt.
Da die Leistung höher war als bei den M 120.4, konnten sie auf den an Lokalbahnen angrenzenden Hauptbahnen mit bis zu zwei Beiwagen verkehren. Belegt ist der Einsatz von sechs Fahrzeugen in Česká Lípa, wo sie unter anderem bis Mitte der 1950er Jahre auf den Lokalbahnen wie der nach Česká Kamenice Dienst taten. 1959 wurde das letzte Fahrzeug ausgemustert. Von der Reihe M 130.2 blieb kein Fahrzeug museal erhalten.

## Fahrgestell mit Aufbauten
Das Untergestell war nach dem gleichen Prinzip wie bei der ČSD-Baureihe M 120.4 aufgebaut: eine stählerne, selbsttragende Konstruktion aus Längs- und Querträgern mit durch Querverstrebungen und Winkeleisen versteiftes Fachwerk. Die Träger für die Verstrebungen waren aus gepresstem Profileisen gefertigt und miteinander vernietet. Die Achsen beider Räder liefen in Wälzlagern der Bauart Steyr. Die Fahrzeuge waren mit herkömmlicher Zug- und Stoßeinrichtung versehen.
Der Wagenkasten war aus Eichenholzgerippe hergestellt, mit geschweißten Winkeleisen versteift und außen mit Blech verkleidet. Das Dachgerippe war ebenfalls aus Eichenholz hergestellt, mit Eisenprofilen versteift und mit dem Wagenkasten durch Bandeisen verbunden. Außen war das Dach mit einer segeltuchartigen Leinwand bedeckt. Innen waren das Dach und die Wände mit Sperrholz verkleidet. Ebenso bestanden die Sitze aus Lattengestellen aus Buche oder Eiche und waren naturfarben lackiert. Die Arm- und Rückenlehnen waren gepolstert und mit Leder bespannt. Der Fußboden war mit starken Filzunterlagen belegt und mit Gummibelag verkleidet. In ihm befanden sich mehrere Klappen, um Wartungsarbeiten am Motor und dem Getriebe durchführen zu können. Die gesamte Inneneinrichtung war analog dem M 120.4 aufgebaut. Die Fahrgasträume waren mit 36 festen Sitzen und sechs Klappsitzen versehen.
Ebenso war der turmartige Führerstand wie beim Vorgängerfahrzeug gestaltet. In ihm befanden sich auf jeder Seite ein Führerstandspult, ein Drehstuhl für den Lokführer sowie ein Klappsitz für den Zugführer. Vom nach allen Seiten mit Glas versehenem Führerstand aus konnten die Gleisanlagen bis 12 m vor dem Wagen überblickt werden. Das Wageninnere und der Einstiegsraum waren durch 14 Deckenleuchten ausgeleuchtet. Die elektrische Beleuchtung hatte eine Spannung von 24 V.

## Motoranlage und Kraftübertragung
Die Triebwagen hatten einen 6-Zylinder-Benzinmotor, der unterflur angeordnet war. Seine Leistung betrug ursprünglich um die 100 PS je nach der Wahl des eingesetzten Kraftstoffes. Er konnte sowohl mit Benzin als auch mit anderen Leichtbenzingemischen betrieben werden. Hierzu mussten die Düsen gewechselt werden. Später erhielten die Triebwagen Motoren mit größerer Leistung analog denen der ČSD-Baureihe M 130.3.
Motor und Getriebe bildeten eine Einheit und waren auf drei Punkten in der Mitte des Fahrgestells gelagert. Der Motor wurde elektrisch mit einem Starter Scintilla 6 HP gestartet werden. Zusätzlich bestand noch die Möglichkeit des Startens von Hand.
Die Fahrtrichtungsänderung erfolgte durch Änderung der Drehrichtung des Motors. Hierdurch wurde der Motor durch eine andere Nockenwellen gesteuert und von einem andersdrehenden Anlasser angelassen.
Zur Kühlung des Motors dienten die an beiden Längsseiten des Fahrgestelles angeordneten Kühlelemente. In den Kühlelementen wurde das Wasser durch einen Ventilator, der durch die Kurbelwelle des Motors angetrieben war, gekühlt. Eine Kreiselpumpe drückte das Kühlwasser in den Kühlkreislauf des Motors.
Die Kraftübertragung erfolgte durch ein Vierstufen-Schaltgetriebe. Von diesem führte die Kraftübertragung über eine Kardanwelle zu der Antriebsachse des Triebwagens. Bremstechnisch waren die Triebwagen mit einer Indirekten Bremse von Knorr-Bremse und mit einer Handbremse ausgerüstet. Dabei wirkte die Druckluftbremse auf beide Achsen des Triebwagens, die Handbremse nur auf eine Achse. Im Fahrgastraum befand sich ein Notbremshahn, der bei seiner Betätigung den Motor des Triebwagens abstellte. Die für die Bremse nötige Druckluft wurde von einem Kompressor von Knorr erzeugt, der von der Kurbelwelle des Motors angetrieben war.
An jedem Wagenende des Triebwagens befand sich die Möglichkeit der Verbindung der Hauptluftleitung mit der der Beiwagen. Die Beheizung des Wagenkastens erfolgte durch die Abwärme der Abgase des Motors. Hierzu befanden sich an den Längsseiten des Wagens entsprechende Heizkörper. Vor dem Führerstand waren zwei Treibstofftanks mit einem Fassungsvermögen von je 130 l angeordnet.